# Fundació Friedrich Wilhelm Murnau
La Fundació Friedrich Wilhelm Murnau (Friedrich-Wilhelm-Murnau-Stiftung en alemany) és una fundació alemanya dedicada a la restauració, preservació i difusió del cinema alemany entre finals del segle xix i la dècada del 1960.

## Història
Al final de la Segona Guerra Mundial els aliats prengueren control del material fílmic del Tercer Reich sota la seva zona de control, éssent transferit a la Biblioteca del Congrés dels Estats Units, el Museu Imperial de la Guerra del Regne Unit i el Gosfilmofond de la Unió de Repúbliques Socialistes Soviètiques. El 1953 el Regne Unit i els Estats Units acordaren retornar el material a la República Federal Alemanya, amb la condició que no romanguès en mans de l'estat alemany. Alemanya privatitzà el fons el 1956 i el vengué a les productores Bavaria Filmkunst i Universum Film. Quan la companyia successora d'Universum Film, el grup Bertlesmann, va voler vendre la seva part de la col·lecció als Estats Units el 1965, el govern alemany intervingué per evitar-ho. El resultat de la intervenció fou un acord pel qual Bertelsmann i Bavaria Filmkunst transferiren les seves parts del fons a una nova fundació creada per gestionar-lo. La nova Fundació Friedrich Wilhelm Murnau prengué el nom del director de cinema alemany F. W. Murnau.
Atés el seu origen, la Fundació és publicoprivada. El seu Kuratorium (o Junta de Governació) està format per cinc membres triats per institucions del sector privat (l'Associació de Companyies Tècniques per Cinema i Televisió, German Films Service + Marketing GmbH, HDF Kino e.V.,  l'Associació AllScreens de Distribuïdors de Cinema i Mitjans Audiovisuals) i dos pel sector públic (el Director Federal per Cultura i Mitjans i la Confèrencia Permanent de Ministres Estatals de Cultura) que tot i així compten amb tres vots.

## Col·lecció
La Fundació té en propietat materials fílmics provinents de les antigues grans productores de cinema d'Alemanya com ara UFA, Bavaria, Terra, Tobis i Berlin-Film. Els seus arxius contenen prop de 2.000 pel·lícules mudes, 1.000 pel·lícules sonores i 3.000 curts, anuncis i documentals. La Fundació no només té en propietat aquest material sinó que també n'és la propietaria dels drets d'explotació.
El fons de la Fundació és completat amb prop de 60.000 materials relacionats amb la producció cinematogràfica com ara fotografies, cartells i guions.

## Activitats
La Fundació és especialment reconeguda per les seves restauracions de pel·lícules dels directors alemanys de més renom com ara Fritz Lang, Ernst Lubitsch o F. W. Murnau. També opera la Deutsche Filmhaus, un edifici a Wiesbaden que allotja la seu de la fundació, les seus de vàries productores cinematogràfiques i el cinema Murnau de la fundació, on s'exhibeixen pel·lícules del seu fons.
Desde 1995, la Fundació també atorga un premi al millor curt, valorat en 2.000€ i influent en les decisions de la Junta Federal de Cinema sobre promoció de curts. Guanyadors del premi inclouen Tyron Montgomery, Fatih Akin i Florian Henckel von Donnersmarck.